# Llesp
Para el antiguo municipio véase Llesp (antiguo municipio)
Llesp es una localidad del municipio de Pont de Suert, en la Alta Ribagorza, provincia de Lérida (Cataluña, España).

## Toponimia
El origen de Llesp es, según Joan Coromines (op. cit.), el mismo que el de los nombres de Lles o de Llessui: una raíz iberovasca que indica cueva, o gruta, caverna, sima, precipicio o garganta. Efectivamente, más arriba del pueblo se encuentra la cueva el Tozal del Agujero de la Mora.

## Símbolos

Escudo heráldico del antiguo municipio de Llesp.

Llesp disponía de escudo heráldico que estuvo en vigencia hasta 1970, cuando desapareció el antiguo término para incorporarse al nuevo de Pont de Suert.
«De oro, un pájaro al natural.»

## Geografía
El pueblo está situado en la orilla derecha del Noguera de Tor, donde se encuentra el embalse de Llesp, construido con finalidades hidroeléctricas y ocupando unas 30 hectáreas de superficie. En sus aguas hay abundancia de truchas.
El pueblo está junto a la carretera L-500, algo al nordeste del hito del kilómetro 4 de esta carretera. Está, por tanto, a tan sólo 6 kilómetros de Pont de Suert, capital de su municipio actual y de la comarca.

## Historia
En 1006 se tiene la primera referencia escrita de Llesp: ocupada Roda de Isábena por los ejércitos de Abd al-Malik, el obispo Eimerico de Ribagorza se alojó en Llesp, y durante algunos años San Martín de Llesp fue la catedral de la Ribagorza. La rectoría acogió la sede del obispado y hasta incluso el archivo episcopal.
Llesp no era una población importante en aquel momento: dependía de Castellón de Tor, donde se hallaba el castillo de la demarcación. Más tarde, Sancho Ramírez de Aragón donó el lugar al obispado de Roda de Isábena. 
A partir del siglo XIII, la posesión de Llesp pasó al obispado de Lérida. Fue de Lérida, a pesar de estar infeudada en la Baronía de Erill. Esta posesión perduró hasta la extinción de los señoríos, en el siglo XIX.[cita requerida]
Llesp fue un municipio independiente desde la promulgación de la Constitución de Cádiz, en 1812, hasta su incorporación al Pont de Suert, en 1968.
En la propuesta derivada del informe popularmente denominado Informe Roca, se preveía integrar los núcleos de Llesp, Iran e Irgo en el término municipal del Valle de Bohí.

## Geografía humana

### Demografía
| Gráfica de evolución demográfica de Llesp entre 1842 y 1960 |
| |
| Población de derecho según los censos de población del INE Población de hecho según los censos de población del INEEn este censo se denominaba Llup: 1842 Entre el censo de 1857 y el anterior, crece el término del municipio porque incorpora a 255095 (Casos), 255110 (Castello de Tor), 255184 (Gotarta), 255198 (Iguerri), 255199 (Irau), 255200 (Irgo), 255341 (Sarroqueta), 255390 (Vihuet) Entre el censo de 1970 y el anterior, este municipio desaparece porque se integra en el municipio 25173 (Pont de Suert) |

En el censo de 1381, Llesp aparecía con 4 fuegos (una veintena de habitantes). En el de 1553 figuran 8 fuegos (unos 40 habitantes). En 1787 constan 43 habitantes. En 1981 tenía 50 habitantes.

## Patrimonio
Su iglesia parroquial, San Martín de Llesp, es románica. Está construida en piedra y la torre del campanario tiene cubierta cónica. Algunas de las tallas policromadas que se encontraban en su interior se conservan en el Museo Diocesano de Lérida. La parroquia de San Martín de Llesp pertenece al obispado de Lérida, por el hecho de haber pertenecido en la Edad Media al obispado de Roda de Isábena. Forma parte de la unidad pastoral 25 del arciprestazgo de la Ribagorza y es regida por el rector de Pont de Suert.
Dentro del núcleo de población, además, hay restos de la capilla de San Bernardo.